# Robin Álvarez
Robin Nilsson Alvarez, född 16 augusti 1987 i Malmö, är en svensk ishockeyspelare som spelar sedan januari 2024 för Malmö Redhawks.

## Klubbar
- Malmö Redhawks Hockeyallsvenskan (2007/2008 - 2013/2014)
- Djurgårdens IF SHL (2014/2015 - 2015/2016)
- Malmö Redhawks SHL (2016/2017 - 2017/2018)
- Skellefteå AIK SHL (2018/2019 - 2019/2020)
- Frölunda HC SHL (2019/2020) - 2020/2021)
- Timrå IK SHL (2021-2022)
- Ilves FM-Ligan (2023)